# West Side Story (film 1961)
West Side Story – amerykańsko-brytyjski film muzyczny z 1961 roku w reżyserii Roberta Wise’a i Jerome’a Robbinsa. Film stanowi adaptację broadwayowskiego musicalu o tym samym tytule Arthura Laurentsa, który z kolei jest inspirowany dramatem Williama Szekspira Romeo i Julia. Obraz nagrodzony Oscarem dla najlepszego filmu roku (1961) i Złotym Globem dla Najlepszego filmu komediowego lub musicalu (1962). W 1997 roku został wprowadzony do Narodowego Rejestru Filmowego Stanów Zjednoczonych jako film „znaczący kulturowo, historycznie bądź estetycznie”.

## Fabuła
Stany Zjednoczone, lata 50. XX wieku. Bernardo (George Chakiris) dowodzi gangiem Sharków – Portorykańczyków rywalizującym z grupą Jetsów – białych Amerykanów, na czele których stoi Riff (Russ Tamblyn). Wbrew obowiązującym zasadom jego przyjaciel Tony (Richard Beymer) zakochuje się w Marii (Natalie Wood), siostrze Bernarda. Chcą razem uciec. Tymczasem oba gangi szykują się do ostatecznego starcia.

## Obsada
- Natalie Wood jako Maria
- Richard Beymer jako Tony
- Russ Tamblyn jako Riff
- Rita Moreno jako Anita
- George Chakiris jako Bernardo
- Simon Oakland jako Schrank
- Ned Glass jako Doc
- William Bramley jako Oficer Krupke
- Tucker Smith jako Ice
- Tony Mordente jako Action
- David Winters jako A-rab
- Frank Green jako Mouthpiece
- Eliot Feld jako Baby John
- John Astin jako GladHand
- Jay Norman jako Pepe
- Bert Michaels jako Snowboy
- David Bean jako Tiger
- Robert Banas jako Joyboy
- Jose De Vega jako Chino
- Susan Oakes jako Anybodys

## Nagrody i nominacje
| Nagroda                               | Kategoria                                        | Nominowani                                          | Wynik     | Źródło |
| ------------------------------------- | ------------------------------------------------ | --------------------------------------------------- | --------- | ------ |
| Nagroda Akademii Filmowej             | Najlepszy film                                   | Robert Wise                                         | Wygrana   | [ 3 ]  |
| Nagroda Akademii Filmowej             | Najlepszy reżyser                                | Robert Wise, Jerome Robbins                         | Wygrana   | [ 3 ]  |
| Nagroda Akademii Filmowej             | Najlepszy aktor drugoplanowy                     | George Chakiris                                     | Wygrana   | [ 3 ]  |
| Nagroda Akademii Filmowej             | Najlepsza aktorka drugoplanowa                   | Rita Moreno                                         | Wygrana   | [ 3 ]  |
| Nagroda Akademii Filmowej             | Najlepszy scenariusz adaptowany                  | Ernest Lehman                                       | Nominacja | [ 3 ]  |
| Nagroda Akademii Filmowej             | Najlepsze zdjęcia (film barwny)                  | Daniel L. Fapp                                      | Wygrana   | [ 3 ]  |
| Nagroda Akademii Filmowej             | Najlepsze kostiumy (film barwny)                 | Irene Sharaff                                       | Wygrana   | [ 3 ]  |
| Nagroda Akademii Filmowej             | Najlepsza scenografia (film barwny)              | Boris Leven, Victor A. Gangelin                     | Wygrana   | [ 3 ]  |
| Nagroda Akademii Filmowej             | Najlepsza muzyka w musicalu                      | Saul Chaplin, Johnny Green, Sid Ramin, Irwin Kostal | Wygrana   | [ 3 ]  |
| Nagroda Akademii Filmowej             | Najlepszy dźwięk                                 | Fred Hynes, Gordon Sawyer                           | Wygrana   | [ 3 ]  |
| Nagroda Akademii Filmowej             | Najlepszy montaż                                 | Thomas Stanford                                     | Wygrana   | [ 3 ]  |
| Złoty Glob                            | Najlepszy musical                                | Najlepszy musical                                   | Wygrana   | [ 4 ]  |
| Złoty Glob                            | Najlepszy aktor w filmie komediowym lub musicalu | Richard Beymer                                      | Nominacja | [ 4 ]  |
| Złoty Glob                            | Najbardziej obiecujący nowicjusz                 | Richard Beymer                                      | Nominacja | [ 4 ]  |
| Złoty Glob                            | Najbardziej obiecujący nowicjusz                 | George Chakiris                                     | Nominacja | [ 4 ]  |
| Złoty Glob                            | Najlepszy aktor drugoplanowy                     | George Chakiris                                     | Wygrana   | [ 4 ]  |
| Złoty Glob                            | Najlepsza aktorka drugoplanowa                   | Rita Moreno                                         | Wygrana   | [ 4 ]  |
| Złoty Glob                            | Najlepszy reżyser                                | Robert Wise, Jerome Robbins                         | Nominacja | [ 4 ]  |
| Nagroda Brytyjskiej Akademii Filmowej | Najlepszy film                                   | Najlepszy film                                      | Nominacja | [ 5 ]  |